# کوبه تای
کوبه تای (انگلیسی: Kobe Tai؛ زاده ۱۵ ژانویهٔ ۱۹۷۲) یک بازیگر پورنوگرافی اهل ایالات متحده آمریکا؛ و با اصالت تایوانی است. کوبه تای در کنار کار بازیگری، مدل بزرگسالان در تایوان و ژاپن هم هست. او حرفهٔ پورنوگرافی را از زمانی شروع کرد که ۲۴ سال داشت و از آن زمان و بین سال‌های ۱۹۹۶ تا ۲۰۰۳ در بیش از ۷۰ فیلم به نقش آفرینی پرداخت.
او با یک بازیگر پورنو به نام مارک دیویس ازدواج کرد در حالی که با او به نمایش هم می‌پرداخت. اما در حال حاضر آن‌ها از هم طلاق گرفته‌اند. او بیشتر فیلم‌هایش را برای شرکت ویوید اینترتیمنت بازی کرد.
در سال ۲۰۱۱ مجله ی کمپلکس او را در بین پنجاه پورن استار محبوب آسیایی در تمام دوران‌ها، در رتبهٔ اول قرار داد.

## حرفه
کوبه تای علاوی بر بازی در فیلم‌های پورنو در فیلم‌های جریان اصلی نیز بازی کرده‌است. نام یکی از این فیلم‌ها «اوضاع بد است» نام دارد؛ که یک رقصندهٔ استریپ تیز را به تصویر می‌کشد که در میهمانی لیسانس کشته می‌شود.
او همچنین در آهنگ مرلین منسون(مانکن جدید شمارهٔ ۱۵) از آلبوم حیوانات مکانیکی، خواننده ی پس زمینه بود.
در اکتبر ۲۰۰۱ و در شهر نیویورک، او در انیمیشن متحرک سیب بزرگ در نقش OVA Koihime ظاهر شد و در شب افتتاحیهٔ انیمیشن Concourse، به همراه آسیا کاررا میهمان افتخاری بود.

## جوایز و نامزدی‌ها
| Year | Ceremony         | Result   | Award                                                                           | Work          |
| ---- | ---------------- | -------- | ------------------------------------------------------------------------------- | ------------- |
| ۱۹۹۷ | هات دور          | برنده    | Best American Starlet                                                           | —             |
| ۲۰۰۰ | جایزه ای‌وی‌ان     | نامزدشده | Best Supporting Actress, Film                                                   | The Awakening |
| ۲۰۰۰ | جایزه ای‌وی‌ان     | نامزدشده | Best Group Sex Scene, Film (with Cheyne Collins, ایوان استون & Andrew Youngman) | The Awakening |
| ۲۰۰۰ | جایزه ایکس‌آرسی‌او | نامزدشده | Actress (Single Performance)                                                    | The Awakening |